# Klein Constantia
L'equip Klein Constantia (codi UCI: KLC), conegut anteriorment com a Etixx o AWT-Greenway, va ser un equip ciclista txec de categoria continental. Creat el 2013, competia principalment als circuits continentals de ciclisme.
No s'ha de confondre amb l'equip Etixx-Quick Step, del quan servia com a equip filial.

## Principals victòries
- Gran Premi Südkärnten: Julian Alaphilippe (2013)
- Volta a Eslovàquia: Petr Vakoč (2013)
- Volta a la Comunitat de Madrid sub-23: Petr Vakoč (2013)
- Memorial Henryk Łasaka: Florian Sénéchal (2013)
- Gran Premi Kralovehradeckeho kraje: Petr Vakoč (2013)
- Okolo Jiznich Cech: Florian Sénéchal (2013)
- Kattekoers: Łukasz Wisniowski (2014)
- Circuit de les Ardenes: Łukasz Wisniowski (2014)
- Cursa de la Pau sub-23: Samuel Spokes (2014)
- Tour d'Alsàcia: Karel Hník (2014), Maximilian Schachmann (2016)
- Puchar Ministra Obrony Narodowej: Erik Baška (2015)
- Umag Trophy: Jonas Bokeloh (2016)
- Volta a l'Alentejo: Enric Mas (2016)
- Carpathia Couriers Path: Hamish Schreurs (2016)
- Tour de Berlín: Rémi Cavagna (2016)
- Tour del País de Savoia: Enric Mas (2016)

### Grans Voltes
- Tour de França
  - 0 participacions

- Giro d'Itàlia
  - 0 participacions

- Volta a Espanya
  - 0 participacions

## Classificacions UCI

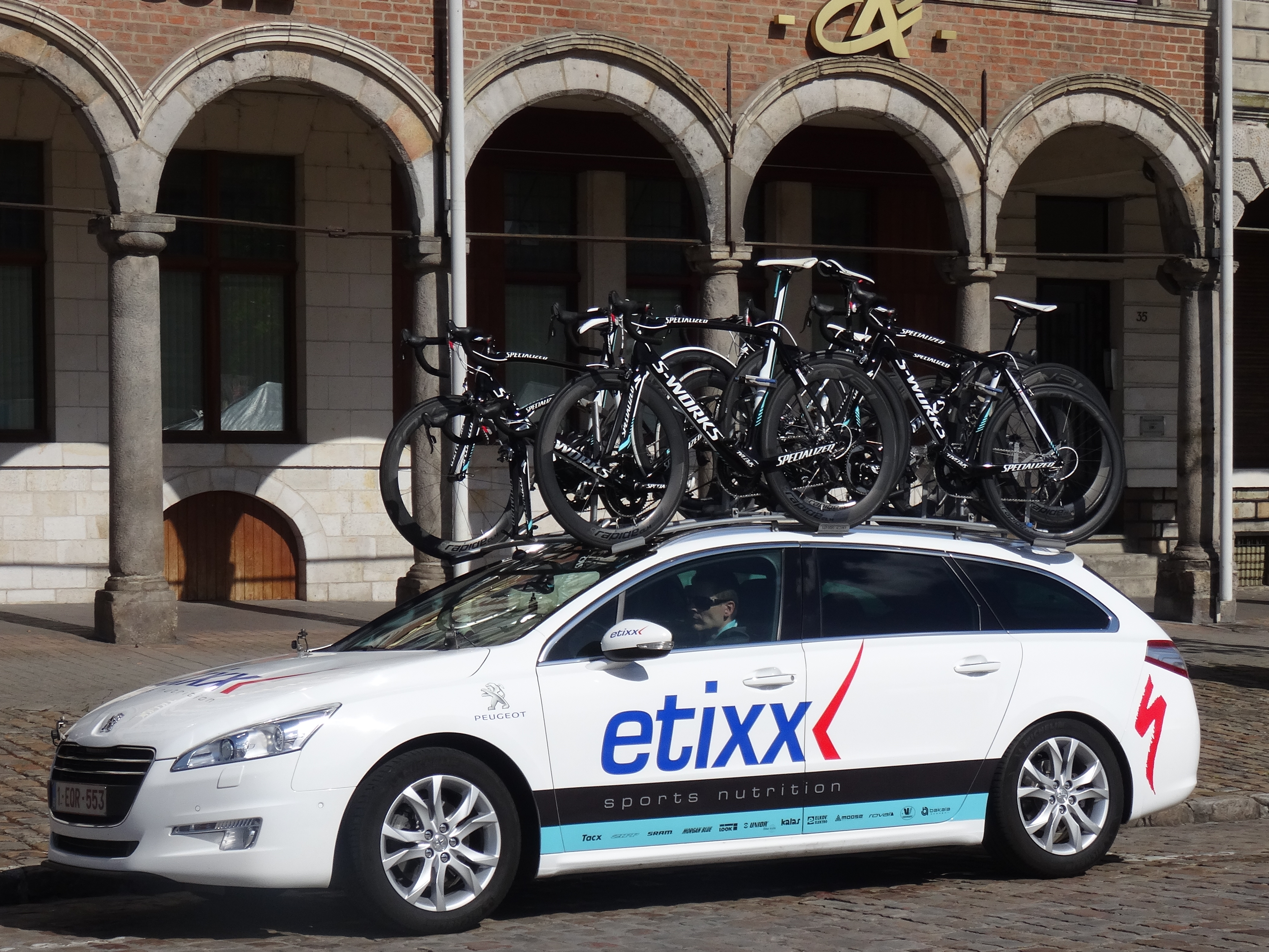
Vehicle d'assistència al 2014

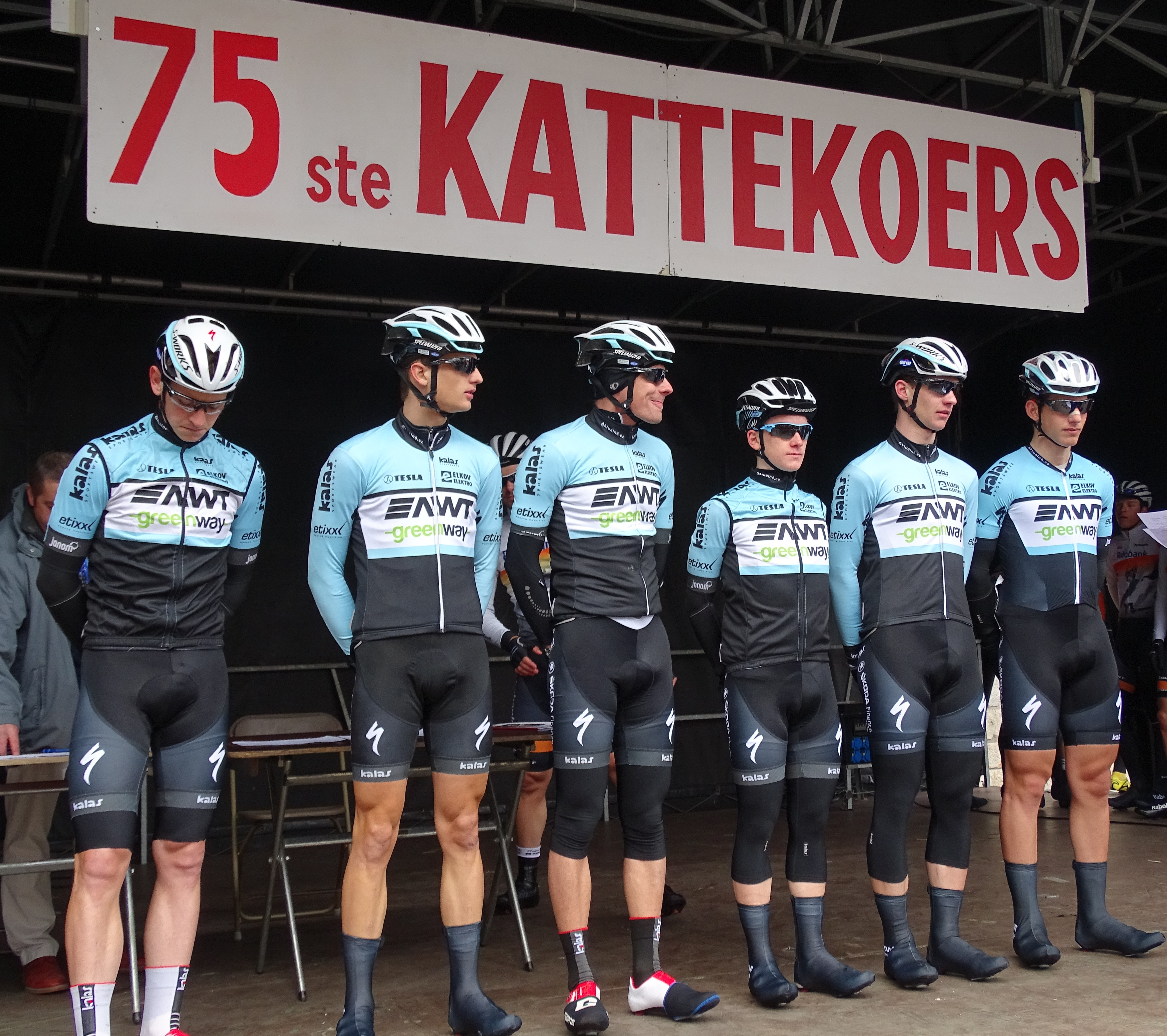
L'equip al 2015

L'equip participa en les proves dels circuits continentals i principalment en les curses del calendari de l'UCI Europa Tour.
UCI Amèrica Tour
| Temporada | Classificació per equips | Millor ciclista en la classificació individual |
| --------- | ------------------------ | ---------------------------------------------- |
| 2013      | 38è                      | Daniel Hoelgaard (345è)                        |
| 2015      | 34è                      | Michal Schlegel (195è)                         |
| 2016      | 26è                      | Jhonnatan Narváez (91è)                        |

UCI Àsia Tour
| Temporada | Classificació per equips | Millor ciclista en la classificació individual |
| --------- | ------------------------ | ---------------------------------------------- |
| 2016      | 31è                      | Maximilian Schachmann (91è)                    |

UCI Europa Tour
| Temporada | Classificació per equips | Millor ciclista en la classificació individual |
| --------- | ------------------------ | ---------------------------------------------- |
| 2013      | 14è                      | Petr Vakoč (17è)                               |
| 2014      | 19è                      | Łukasz Wiśniowski (62è)                        |
| 2015      | 46è                      | Erik Baška (52è)                               |
| 2016      | 27è                      | Rémi Cavagna (276è)                            |

UCI Oceania Tour
| Temporada | Classificació per equips | Millor ciclista en la classificació individual |
| --------- | ------------------------ | ---------------------------------------------- |
| 2016      | 8è                       | Hamish Schreurs (34è)                          |